# Mordella latemaculata
Mordella latemaculata är en skalbaggsart som beskrevs av Ray 1944. Mordella latemaculata ingår i släktet Mordella och familjen tornbaggar. Inga underarter finns listade i Catalogue of Life.